# جک برایان (بازیکن فوتبال)
جک برایان (انگلیسی: Jack Bryan; ۲۲ اوت ۱۸۹۷ – ۱۹۷۸ (۸۰−۸۱ سال)) بازیکن فوتبال اهل بریتانیا بود.
از باشگاه‌هایی که در آن بازی کرده‌است می‌توان به باشگاه فوتبال لینکولن سیتی، باشگاه فوتبال منزفیلد تاون، و باشگاه فوتبال وورکساپ تاون اشاره کرد.